# Абай (опера)
«Абай» — опера казахських композиторів Ахмета Жубанова та Латифа Хаміді (лібрето Мухтара Ауезова). Оперою «Абай» кожного року Казахський Державний академічний театр опери та балету імені Абая відкриває театральний сезон.
В основі опери музика Ахмета Жубанова до однойменої драматичної вистави Мухтара Ауезова. В 1940 році Ахмет Жубанов звернувся до автора п'єси з проханням написати лібрето до опери на основі сюжету драматичної вистави. Мухтар Ауезов також автор роману «Шлях Абая».

## Постановки опери

### Прем'єра (Казахський академічний театр опери та балету)
Прем'єра опери відбулася 24 грудня 1944 року на сцені Казахського академічного театру опери та балету напередодні 100-річчя з дня народження великого поета Абая Кунанбаєва. Режисер постановки Курманбек Жандарбеков, декорації художника Кулахмета Ходжикова, диригент — Леонід Шаргородський.
Перший виконавець ролі Абая — Рішат Абдуллін (також Ермек Серкебаев, Гафіз Єсимов та ін). Партію Ажар виконували Куляш Байсеітова, Шабал Бейсекова, Роза Жаманова; Айдара — Ануарбек Умбетбаєв, Байгали Досимжанов, Наріман Каражигітов, Алібек Днишев.

### Нова редакція опери (Казахський академічний театр опери та балету)
У 1958 році режисер театру Байгалі Досимжанов здійснив нову редакцію опери. У тому ж році опера була показана у Москві.
У1972 році виставу показали на сцені оперного театру в Лейпцигу.
У 1986 році опера мала великий успіх в Берліні та Дрездені.

### Постановка в Німеччині (Державний театр міста Майнінген)
У 2012 році оперу поставили в Німеччині. 21 вересня Державний театр міста Майнінген (Південна Тюрингія) відкрив сезон постановкою опери «Абай». Режисер-постановник — Ансгар Хааг (Німеччина), диригент — Алан Бурибаєв (Казахстан), ролі виконували: Абай — Дає-Хєє Шин (Корея), Айдар — Родріго Паррас Гаруло (Іспанія), Ажар — Каміла Ріберо-Соуза (Бразилія), Карлигаш — Кароліна Крогіус (Фінляндія).

### Нова версія (Казахський державний академічний театр опери та балету імені Абая)
У 2014 році Казахський державний академічний театр опери та балету імені Абая запропонував глядачам нову версію опери у постановці італійських режисерів, хореографів и художників. Диригент-постановник заслужений діяч мистецтв Республіки Казахстан Алан Бурибаєв, режиссер — Андреа Чиньі (Італія), сценограф — Беніто Леонорі (Італія), художник костюмів — Симона Морресі (Італія), художник світла — Фіаммета Балдиссері (Італія), хореограф — Джорджио Манчині (Італія), відео графіка — Маріо Спіначі (Італія).

### Постановка в Державному театрі Казахстану«Астана Опера»
У 2015 році (25 вересня) відбулася прем'єра в Державному театрі Казахстану «Астана Опера». Постановники: диригент-постановник — заслужений діяч мистецтв Республіки Казахстан Алан Бурибаєв, режинер-постановщик — Джанкарло дель Монако, сценограф — Эціо Фріджеріо, художник костюмів — Франка Скуарчапіно, художник проєкцій — Серджио Металлі, художник светла — Вінічио Келі, хормейстер — заслужений діяч мистецтв Ержан Даутов, балетмейстери-постановники — заслужений діяч мистецтв Турсинбек Нуркалієв, заслужений діяч мистецтв Галія Бурібаєва. Колектив «Астана Опера» отримав високу нагороду — Державну премію Республіки Казахстан 2018 року в галузі літератури та мистецтва за оперу «Абай».
В листопаді 2018 року опера «Абай»(театр «Астана-опера») була показана в Театрі Карло Феліче (Італія, Генуя) казахською мовою.
У 2019 році опера «Абай» была представлена театром «Астана Опера» у Ташкенті (Узбекистан).

### Відновлення перших постановок (Казахський державний академічний театр опери та балету імені Абая)
У 2019 році до 75-річчя першої постановки опери Казахський державний академічний театр опери та балету імені Абая відновив постановку опери у редакції народних артистів Казахської РСР, лауреатів Сталінськоі премії Курманбека Джандарбекова и Байгалі Досимжанова. Режисер відновленої вистави заслужений діяч мистецтв Республіки Казахстан Ляйлім Імангазина, художник (костюми і декорациї) — заслужений діяч мистецтв Казахської РСР Кулахмет Ходжиків, хормейстер — Алія Темирбекова, хореография — заслужений діяч мистецтв Казахської РСР — Мінтай Тлеубаєв.

## Цікаві факти
- Наразі в репертуарі Казахського державного академічного театру опери та балету імені Абая опера «Абай» представлена в двох постановках 2014 і 2019 років.[10]
- 6 липня 2020 року (в день столиці Казахстану Астани) театр «Астана Опера» показав онлайн на своєму сайті и на TengriTV оперу «Абай». Партію Абая виконав заслужений діяч мистецтв Талгат Мусабаєв.[11]

## Зміст
В основі опери лежить драматична історія з життя поета Абая Кунанбаєва.
Опера «Абай» — це історія романтичного та трагичного кохання Айдара та Ажар, одвічної боротьби консерватизма та реформаторства, крізь призму якої розкриваються світлі і темні риси людей. Абай та его учень Айдар виступають проти застарілих законів. Образ Абая сприймається як совість народа. Герої опери роблять вибір між істиною і брехнею, справедливістю та підступністю, добротою і заздрістю, вірністю та зрадою. Образ Абая сприймається як ідеал людини, яка, не зважаючи на життєві протиріччя і трагедії, намагається бути вільною в особистому житті, в коханні, в самовираженні. Опера «Абай» стала музикально-сценічним втіленням ідеї перемоги кохання і волі.

## Дійові особи
Абай, акин, просвітитель (баритон)
Ажар, кохана Айдара (сопрано)
Айдар, акин, учень Абая (тенор)
Жиренше, бі (баритон)
Азим, родич та учень Абая (тенор)
Карлигаш, родичка Абая (меццо-сопрано)
Кокбай, поет, молодий товариш Абая (баритон)
Сирттан, верховний бі, аксакал-поважний старець (бас)
Наримбет, родич Жиренше (тенор)
Мес, джигит зі свити Наримбета (тенор)

## Музика
Мелодійність музичного рішення, близький зв'язок з народною пісенною спадщиною забезпечили успіх твору. Пісні Абая «Ти зіницю очей моїх» (каз. «Көзімнің қарасы») і «Гірські вершини» (каз. «Қараңғы түнде тау қалғып») вдало вплітені в канву вистави. Музичної вершиною образу Абая стала арія «Қай талқы», в якій поет з надією славить майбутнє народу. До партії Айдара залучені пісні «Шлю привіт тобі, тонкоброва…» (каз. «Айттым сәлем Қаламқас»), «Берізка» (каз. «Ұзын қайың»).